# Мар'янівська сільська територіальна громада
Мар'янівська сільська територіальна громада — територіальна громада в Україні, в Новоукраїнському районі Кіровоградської області. Адміністративний центр — село Велика Виска.
Площа громади — 298,5731 км², населення — 5352 особи (2019).
Утворена 12 червня 2020 року шляхом об'єднання Великовисківської, Мар'янівської, Оникіївської сільських рад Маловисківського району та Веселівської сільської ради Новомиргородського району.

## Населені пункти
У складі громади 15 сіл:
- Арсенівка
- Велика Виска
- Веселівка
- Вись
- Заріччя
- Ковалівка
- Мар'янівка
- Матусівка
- Новокрасне
- Новомихайлівка
- Новооникієве
- Олексіївка
- Оникієве
- Павлівка
- Пасічне